# Região Geográfica Imediata de Corrente
A Região Geográfica Imediata de Corrente é uma das 19 regiões imediatas do estado brasileiro do Piauí, uma das 2 regiões imediatas que compõem a Região Geográfica Intermediária de Corrente-Bom Jesus e uma das 509 regiões imediatas no Brasil, criadas pelo IBGE em 2017. É composta de 14 municípios. Todos eles estão inclusos no território piauiense de Chapada das Mangabeiras .